# Обервил ла Рено
Обервил ла Рено (фр. Auberville-la-Renault) насеље је и општина у северној Француској у региону Горња Нормандија, у департману Приморска Сена која припада префектури Авр.
По подацима из 2011. године у општини је живело 431 становника, а густина насељености је износила 86,9 становника/km². Општина се простире на површини од 4,96 km². Налази се на средњој надморској висини од 111 метар (максималној 124 m, а минималној 88 m).

## Демографија
| 1962. | 1968. | 1975. | 1982. | 1990. | 1999. | 2011. |
| ----- | ----- | ----- | ----- | ----- | ----- | ----- |
| 237   | 262   | 291   | 294   | 347   | 347   | 431   |

График промене броја становника у току последњих година